# Пеннипэкер, Галуша
Галуша Пеннипэкер (англ. Galusha Pennypacker; 1844—1916) — американский военачальник, бригадный генерал; самый молодой военный, имевший звание бригадного генерала в армии США.

## Биография
Родился 1 июня 1844 года в Вэлли Фордж, штат Пенсильвания, в семье военных — ещё его дед был участником Войны за независимость США. В раннем возрасте у него не стало родителей: мать умерла, а отец, участник Американо-мексиканской войны, стал искателем приключений в Калифорнии.
В возрасте шестнадцати лет Пеннипэкер был зачислен как сержант-квартирмейстер в 9-й Пенсильванский пехотный полк в Уэст-Честере, штат Пенсильвания. В августе 1861 года он служил в 97-м Пенсильванском пехотном полку уже в звании капитана, а в октябре был произведен в майоры. Пеннипэкер принимал участие в военных действиях в Форте Пуласки, штат Джорджия, участвовал в боях в районе города Чарльстон, штат Южная Каролина. В 1864 году его полк был переведен в штат Вирджиния, где он участвовал в кампании Bermuda Hundred Campaign под командованием генерал-майора Бенджамина Батлера и был ранен в битве Battle of Ware Bottom Church. После битвы при Колд-Харборе, во время осады Петерсберга, 15 августа 1864 года, он был назначен полковником своего полка. Затем Пеннипэкер принял на себя командование 2-й бригадой, 2-й дивизии, X корпуса Армии Джеймса, с которой он участвовал в сражении при Чаффинс-Фарм и был ранен возле Форта Гилмера. Затем его бригада была присоединена к соединениям генерала Альфреда Терри. Затем он участвовал 15 января 1865 года в битве за Форт Фишер — Second Battle of Fort Fisher, где Пеннипэкер был снова тяжело ранен, его рана считалась летальной и все полагали, что он умрёт. В этот же день он был представлен к званию бригадного генерала. Но Галуша Пеннипэкер выжил, проведя после этого в больнице ещё 10 месяцев. 18 февраля 1865 года ему было присвоено временное звание бригадного генерала Добровольческой армии США (в возрасте 20 лет), тем самым он стал самым молодым офицером в ранге генерала в армии Соединённых Штатов и по сей день.

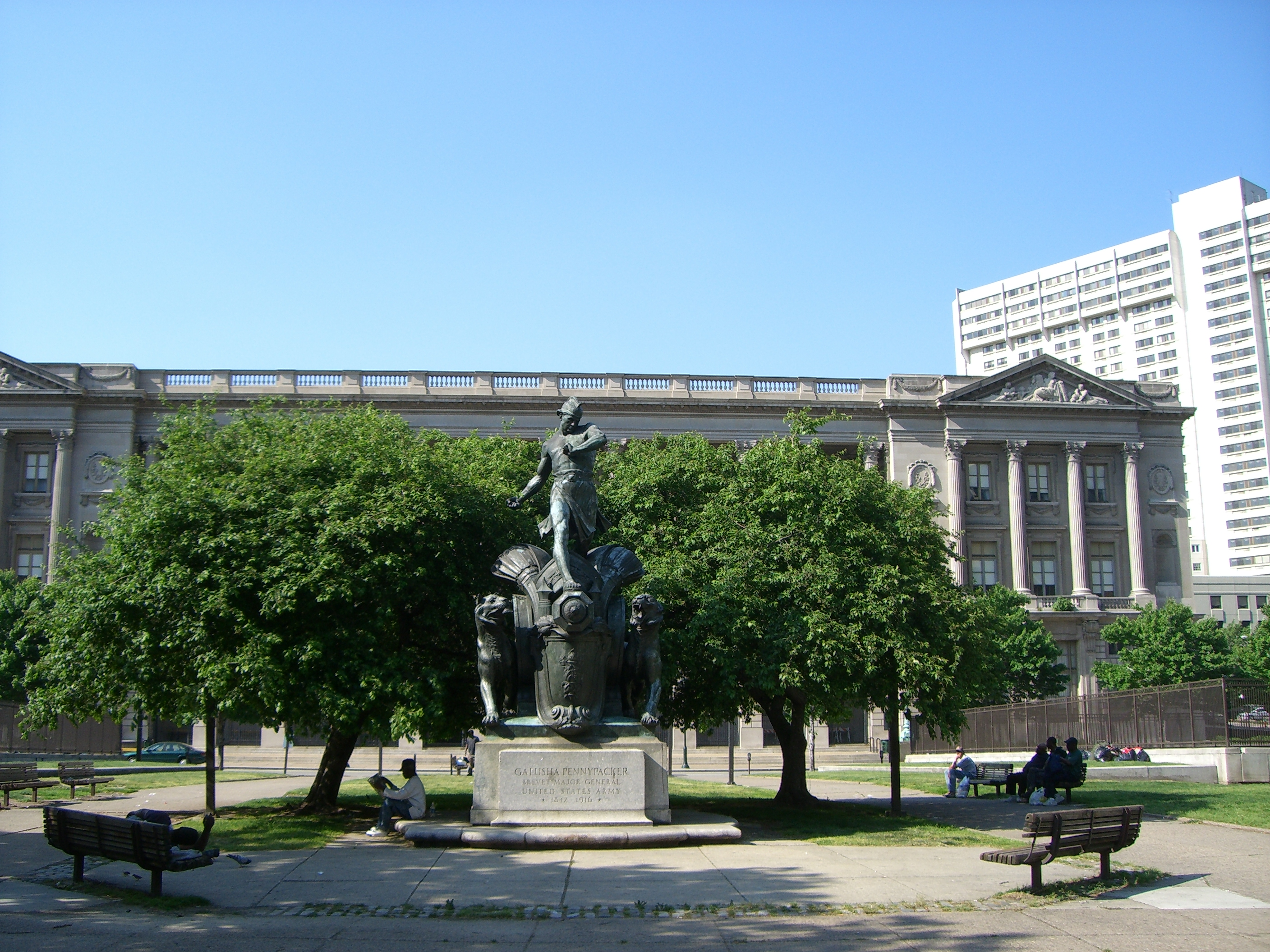
Статуя Галуши Пеннипэкера в Филадельфии

После окончания Гражданской войны Пеннипэкер продолжил военную карьеру, став полковником 34-го пехотного полка в июле 1866 года. Временное звание генерал-майора регулярной армии он получил 2 марта 1867 года. Его полк слился с 11-м пехотным полком в 1869 году, получив название 16-го пехотного полка, которым он командовал до своей отставки в июле 1883 года.
Умер 1 октября 1916 года от осложнений, связанных с его ранениями гражданской войны, в Филадельфии, штат Пенсильвания, и был похоронен на кладбище Philadelphia National Cemetery.

## Награды
- Среди многих наград Пеннипэкера имеется Медаль Почёта и Military Order of the Loyal Legion of the United States.
- В 1889 году за свои заслуги Пеннипекер стал почётным членом пенсильванского общества Society of the Cincinnati.